# Норамидопирин
 Вижте също: Аналгин (група).
Норамидопирин, познат още с търговските наименования Аналгин (Analgin), Algozone, Biopyrin, Novalgin, Pyralgin, Sulpyrin, Dipyron, е обезболяващо лекарствено средство, което спада към групата на пиразолоните. Пълното химическо наименование е „Натриева сол на (2.3-диметил-5-оксо-1-фенил-3-пиразолин-4-ил) метиламино)-метансулфоновата киселина“, а медицинското „Метамизол натрий“ (Metamizole Sodium – INN).

## Приложение
При болки, болки в главата, зъбобол, при температура, артралгии, миозити, невралгии, леки висцерални болки, ревматизъм.

## Фармацевтична характеристика
Има добре изразен обезболяващ и антипиретичен ефект и по-слаб противовъзпалителен ефект.

## Странични ефекти
Алергични реакции, а при венозно въвеждане и алергичен шок, местно дразнещо действие при подкожно инжектиране и риск от развитие на абсцеси. Най-коварният страничен ефект на аналгина е агранулоцитозата – намаляването на производството на бели кръвни телца – пазачите на организма от вируси и бактерии, твърдят учени. Според други проучвания приемът на аналгин пряко повлиява на дейността на костния мозък и оказва възпиращ ефект върху интензивността, с която се образуват новите кръвни клетки.

## Противопоказания
Алергия, агранулоцитоза.

## Дозировка
500 мг 2 – 3 пъти дневно за възрастни. Максимално допустимата доза за възрастни е 3 грама за денонощие перорално, а при деца според предписанието на педиатъра, но не повече от 300 мг на денонощие при 3-годишните, 600 мг за 6-годишните, 900 мг за до 14 години.

## Достъп
В България – свободен. В държави, като Швеция след 1974, САЩ след 1977, Великобритания, Ирландия, Австралия и други, лекарството е забранено поради потенциалните си странични ефекти.В други държави, включително и от ЕС, лекарството се продава само с рецепта. В редки случаи е използвано като ветеринарно лекарство. В останалия свят (особено в Мексико, Индия, Бразилия, Русия и страни от Третия свят) метамизол е свободно достъпен и е един от най-популярните аналгетици.